# Eudoxos
Eudoxos, född i Knidos 408 f.Kr., död där 355 f.Kr. var en grekisk matematiker och astronom.
Eudoxos vistades någon tid i Egypten samt verkade sedan som lärare i Cyzicus och Aten. Som matematiker sysselsatte sig Eudoxos med stereometri och läran om proportionerna, med det deliska problemet och det gyllene snittet. Han var den förste, som uppställde satsen, att pyramidens volym är tredjedelen av en prismas med samma bas och höjd. 
Som astronom var Eudoxos den förste, som utmanad av Platon försökte förklara himlakropparnas skenbart ojämna rörelse. Han antog att de var fästa vid sfärer, vilka rörde sig och därvid medförde himlakropparna. Så förklarade han månens och solens rörelser i förhållande till jorden genom två system av tre koncentriska sfärer, vilka roterade i olika riktningar och med olika hastigheter. Övriga kända fem planeter fick vardera fyra sfärer, inalles 27 stycken med fixstjärnesfären inräknad.
Hans arbete kom att följas upp av Kallippos.
För övrigt skall Eudoxos ha varit en skicklig observatör samt författat arbeten även i geografi och musik.
Asteroiden 11709 Eudoxos är uppkallad efter honom.